# Кингскорт

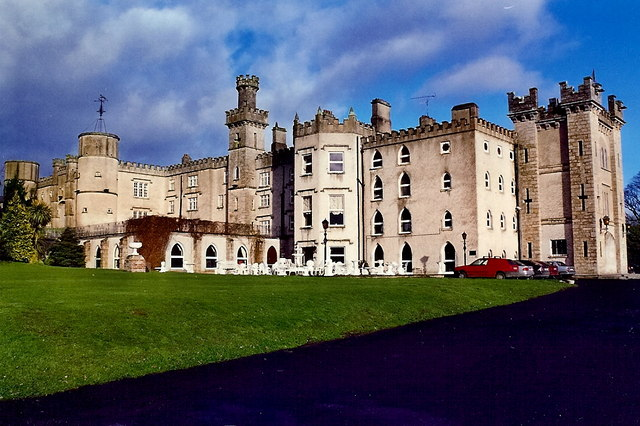

Кингскорт (англ. Kingscourt; ирл. Dún an Rí, «крепость короля») — (переписной) посёлок в Ирландии, находится в графстве Каван (провинция Ольстер). Поселение было основано рядом со старой деревней Кабра (Cabra) Мервином Праттом в конце XVIII века, дело которого завершил его брат, преподобный Джозеф Пратт (Joseph Pratt). Деревня, в свою очередь, некогда была основана у замка Кабра, разрушенного в Кроммвельской войне.

## Демография
Население — 1748 человек (по переписи 2006 года). В 2002 году население составляло 1307.
Данные переписи 2006 года:
| Общие демографические показатели |               |                               |                               |      |      |
| Всё население                    | Всё население | Изменения населения 2002—2006 | Изменения населения 2002—2006 | 2006 | 2006 |
| 2002                             | 2006          | чел.                          | %                             | муж. | жен. |
| 1307                             | 1748          | 441                           | 33,7                          | 892  | 856  |

В нижеприводимых таблицах сумма всех ответов (столбец «сумма»), как правило, меньше общего населения населённого пункта (столбец «2006»).
| Религия (Тема 2 — 5 : Число людей по религиям, 2006) |             |                |             |            |       |      |
| Католики, чел.                                       | Католики, % | Другая религия | Без религии | не указано | сумма | 2006 |
| 1546                                                 | 88,4        | 109            | 47          | 46         | 1748  | 1748 |

| Этно-расовый состав (Этничность. Тема 2 — 3 : Постоянное население по этническому или культурному происхождению, 2006) |            |              |       |        |        |            |       |       |
| Белые ирландцы | Лухт-шулта | Другие белые | Негры | Азиаты | Другие | Не указано | сумма | 2006  |
| 1394 | 0          | 221          | 3     | 6      | 24     | 63         | 1711  | 1748  |
| Доля от всех отвечавших на вопрос, %                                                                                   |            |              |       |        |        |            |       |       |
| 81,5 | 0,0        | 12,9         | 0,2   | 0,4    | 1,4    | 3,7        | 100   | 97,91 |

1 — доля отвечавших на вопрос о языке от всего населения.
| Владение ирландским языком (Тема 3 — 1 : Число людей от 3 лет и старше по способности говорить по-ирландски, 2006) |      |            |       |       |
| Владеете ли Вы ирландским языком?                                                                                  |      |            |       |       |
| Да | Нет  | Не указано | сумма | 2006  |
| 487 | 1101 | 61         | 1649  | 1748  |
| Доля от всех отвечавших на вопрос о языке, %                                                                       |      |            |       |       |
| 29,5 | 66,8 | 3,7        | 100   | 94,31 |

1 — доля отвечавших на вопрос о языке от всего населения.
| Использование ирландского языка (Тема 3 — 2 : Говорящие по-ирландски от 3 лет и старше по частоте использования ирландского языка, 2006) |                                                            |                                               |                                               |                                               |                                               |                                               |       |                                     |      |
| Как часто и где Вы говорите по-ирландски?                                                                                                |                                                            |                                               |                                               |                                               |                                               |                                               |       |                                     |      |
| ежедневно, только в образовательных учреждениях                                                                                          | ежедневно, как в образовательных учреждениях, так и вне их | в других местах (вне образовательной системы) | в других местах (вне образовательной системы) | в других местах (вне образовательной системы) | в других местах (вне образовательной системы) | в других местах (вне образовательной системы) | сумма | всего, отвечавших на вопрос о языке | 2006 |
| ежедневно, только в образовательных учреждениях                                                                                          | ежедневно, как в образовательных учреждениях, так и вне их | ежедневно                                     | каждую неделю                                 | реже                                          | никогда                                       | не указано                                    | сумма | всего, отвечавших на вопрос о языке | 2006 |
| 148 | 11                                                         | 5                                             | 24                                            | 174                                           | 119                                           | 6                                             | 487   | 1649                                | 1748 |
| Доля от всех отвечавших на вопрос о языке, %                                                                                             |                                                            |                                               |                                               |                                               |                                               |                                               |       |                                     |      |
| 9,0 | 0,7                                                        | 0,3                                           | 1,5                                           | 10,6                                          | 7,2                                           | 0,4                                           | 29,5  | 100                                 |      |

| Типы частных жилищ (Тема 6 — 1(a) : Число частных домовладений по типу размещения, 2006) |          |         |                 |            |       |      |
| Отдельный дом                                                                            | Квартира | Комната | Переносные дома | не указано | сумма | 2006 |
| 545                                                                                      | 31       | 2       | 0               | 19         | 597   | 1748 |